# La estrella de los elfos
La Estrella de los Elfos es la segunda novela de la saga de siete libros de El Ciclo de la Puerta de la Muerte escrita por Margaret Weis y Tracy Hickman publicada en 1990 en EE. UU.. 

La portada para España de la novela muestra el Ala de Dragón, la nave voladora en la que viaja Haplo, varada en algún lugar entre la espesura que cubre Pryan por entero. Pryan es uno de los cuatro mundos elementales del universo de la saga creado durante la separación de la Tierra.

## Resumen
Pryan, el Mundo de Fuego, no orbita alrededor de un sol— o al menos, no de la manera habitual. Se trata de una inmensa esfera de piedra que contiene cuatro soles (parecida a una Esfera de Dyson) y en el que siempre es de día. La superficie está más bien formada por musgo y hojas de gigantescos árboles de increíble altura; de hecho, la mayoría de los habitantes desconocen dónde se encuentra el suelo, o siquiera si éste existe realmente. Y, a pesar de no haber noche, existen “estrellas”, o pequeños destellos de luz que aparecen y desaparecen esporádicamente en el firmamento, algunos aparentemente ardiendo en la distancia mientras otros permanecen por más tiempo.
Paithan Quindiniar, un comerciante elfo de armas mágicas, hace un trato con un par de contrabandistas humanos, los medio hermanos Roland y Rega Redleaf, quienes se hacían pasar por un matrimonio para encubrirse. Los dos acompañan a Paithan para intentar estafarle hasta un enano interesado en comprarle armas mágicas. Durante la travesía, Rega intentará seducirlo pero para su sorpresa, sin embargo, ambos acaban enamorándose el uno del otro, un romance que estará amenazado por prejuicios y tensiones raciales. Hasta que son atacados por titanes, enormes humanoides pesados sin ojos y que tienen unas toscas runas mágicas defensivas. Estos titanes solamente formulan una pregunta— “¿Dónde está la ciudadela?”— y si la respuesta no les gusta, se limitan a destruir todo aquello que tienen a la vista, y hasta ahora no han encontrado una respuesta válida. Es entonces cuando son salvados por el comprador enano, “Drugar”, y los cuatro parten hacia el hogar de Paithan. Sin embargo, Drugar alberga otra intención, y es que los titanes acabaron con su pueblo ya que no contaban con medios a su alcance para poder defenderse por culpa del retraso de los Redleaf en venderle las armas de los Quindiniar a tiempo.
Por otro lado, la situación se complica en casa de los Quindiniar. El padre de Paithan, Lenthan, está obsesionado con los cohetes, ya que está seguro de que su última esposa ahora vive en las estrellas - una creencia popular entre los elfos de Pryan. La hija mayor de Lenthan, Calandra, es una solterona agarrada que llega a indignarse excesivamente en cuanto ve que Paithan ha traído consigo a humanos a casa. Su hermana más pequeña, Aleatha, no es más que lo que siempre ha sido ella: una jovencita extremadamente encantadora, pero muy superficial, vanidosa y perezosa. Lenthan se despide en su objetivo por encontrar a un humano experto en cohetes pero en cambio se topa con Zifnab, un individuo estrambótico de larga barba y aparentemente senil, especialmente cuando llega a decir en un momento dado que es alguien llamado “James Bond” y “Dorothy Gale” en otro mientras que su “perro Toto” (de hecho uno de los dragones autóctonos de Pryan) se pasa gran parte del tiempo intentando ponerle freno. Finalmente, el último miembro de la casa es Haplo. Su nave dragón resulta ser de gran ayuda cuando los titanes hacen acto de presencia una vez más; incluso las runas mágicas de Haplo no son suficiente para derrotarles en tanto que Calandra se obstina en quedarse atrás mientras tiene lugar la evacuación.
Haplo pone rumbo, a sugerencia de Zifnab, hacía una de las estrellas del cielo. Este tiempo de viaje se dedica principalmente al romance entre algunos personajes: Paithan y Rega intentan encaminar su relación, Aleatha y Roland procuran resistirse ambos casi con éxito y mientras tanto, Haplo tiene flashbacks de su tiempo pasado en el Laberinto y de la mujer que allí conoció; fueron amantes y viajaron juntos durante un tiempo e incluso Haplo llega a sospechar que ella llevaba en sus entrañas un hijo suyo cuando se separaron. Llega a la conclusión de que eso es agua pasada y ya no le puede afectar años después. O eso se dice a sí mismo.
Cuando llegan a la estrella, Haplo vuela hacia lo alto de una montaña dónde se encuentra una ciudad abandonada y brillante que es prácticamente idéntica al Nexo. Decide dejar a los mensch a su suerte y se adentra en la estructura central, donde descubre una gran cantidad de información relacionada con la naturaleza de los mundos, aunque todos los Sartan de aquí hayan desaparecido. Entonces parte hacía la Puerta de la Muerte y su próxima misión.
Por otro lado, Zifnab aparentemente se sacrifica a sí mismo para salvar a los Redleaf, los Quindiniar y a Drugar de su dragón; quien persigue a los mensch restantes hasta las puertas de la ciudadela, las cuales Drugar logra abrir con ayuda de un amuleto que contiene runas Sartan grabadas. Los mensch están ahora a salvo— un hecho que Zifnab, sano y salvo, celebra junto a su compañero “dragón”.

## Críticas
- “La Estrella de los Elfos” fue reseñada por Booklist, Library Journal, Publishers Weekly y Voice of Youth Advocates.

- La novela llegó a ser best seller en las listas de Locus Magazine, Waldenbooks y B. Dalton.

- Datos: Q2523042